# کاتسو کامئوکا
کاتسو کامئوکا (انگلیسی: Katsuo Kameoka; ۲۳ مارس ۱۹۰۵ – ۱۴ نوامبر ۱۹۴۵) بوکسور اهل ژاپن بود.